# Солодилин, Анатолий Сергеевич
Анатолий Сергеевич Солодилин (2 марта 1937, Оренбург — 8 февраля 2008, Москва) — советский и российский театральный актёр и режиссёр, народный артист России.

## Биография
Анатолий Солодилин родился 2 марта 1937 года в Оренбурге. Окончил Московский государственный институт театрального искусства. В студенческие годы начал выступать на сцене Оренбургского театра, где впоследствии работал более сорока лет. Несколько лет был  Художественным руководителем  Оренбургского драматического театра им.Горького. 
В течение ряда лет был Председателем  Оренбургского отделения Союза театральных деятелей  (СТД).
Последние годы играл в Московском театре им. Маяковского.
Умер 8 февраля 2008 года.

### Семья
- Дочь — актриса Елена Солодилина, актриса театра и дубляжа. Замужем за актёром Павлом Кипнисом.
- Дочь — Наталья Солодилина, театральный критик, Директор Квартиры-музея Н. В. Гоголя в Риме, Директор  Культурной ассоциации «Премия им. Н. В. Гоголя в Италии», Рим.

## Работы в театре

### Актёр
За сорок с лишним лет работы в Оренбургском драматическом театре им. Горького, в Государственном академическом театре им. Маяковского (Москва) Анатолием Сергеевичем созданы сотни ролей из русского и зарубежного репертуара. Актёрская судьба этого артиста  богата выдающимися театральными работами, вершинными ролями мирового мужского репертуара. Вот некоторые из них :  

- «Отелло» — Родриго
- «Дорога» инсценировка поэмы «Мертвые души» Н. В. Гоголя — Чичиков
- «Ревизор» — Хлестаков, Городничий
- «Дядя Ваня» — Войницкий
- «Царь Фёдор Иоаннович» — царь Фёдор Иоаннович
- «Поднятая целина» — Давыдов
- «Репортаж с петлёй на шее» — Юлиус Фучик
- «Ричард III» У. Шекспир — Ричард III
- «Идиот» по роману Ф. М. Достоевского — Рогожин
- «Холостяк» И. С. Тургенева — Мошкин
- «Грустный анекдот» — моноспектакль по рассказам А. П. Чехова (театр им. Маяковского, Москва)
- 2006 — «Нахлебник»  И. С. Тургенев — Кузовкин[1] [2]

### Режиссёр-постановщик
- «В поисках радости» В. Розова
- «Квадратура круга» В. Катаева
- «Холостяк» И. С. Тургенева
- «Идиот» инсценировка романа Ф. М. Достоевского
- «Машенька»  А. Афиногенова

## Фильмография
- 2006 — Граффити — эпизод

## Аудиокниги
- Владимир Высоцкий «Роман о девочках»

## Награды
- Заслуженный артист РСФСР (11.03.1975)
- Народный артист России (26.08.1992) - за большие заслуги в области театрального искусства[3]
- Лауреат Всероссийских конкурсов чтецов, Москва: Конкурса им. А. С. Пушкина и Конкурса им. Н. В. Гоголя